# Thank U, Next (노래)
"Thank U, Next"는 아리아나 그란데의 노래이다. 빌보드 핫 100 1위와 영국 싱글 차트 1위를 한 곡이다. 미국 음반 산업 협회(RIAA) 인증 플래티넘 등급을 받은 곡이다.

## 같이 보기
- 2018년 빌보드 핫 100 차트 1위 목록
- 2019년 빌보드 핫 100 차트 1위 목록